# Marcelo Zormann
Marcelo Zormann da Silva (ur. 10 czerwca 1996 w Lins) – brazylijski tenisista, triumfator juniorskiego wielkoszlemowego Wimbledonu 2014 w grze podwójnej, złoty medalista igrzysk olimpijskich młodzieży w Nankinie (2014).
Najwyżej sklasyfikowany w rankingu ATP w singlu był na 467. miejscu (13 czerwca 2016 roku). W juniorskim rankingu ITF zajmował 12. miejsce (25 sierpnia 2014).

## Statystyki

### Historia występów w juniorskim Wielkim Szlemie w singlu
| Turniej         | 2013 | 2014 |
| --------------- | ---- | ---- |
| Australian Open | A    | 2R   |
| French Open     | 1R   | QF   |
| Wimbledon       | 1R   | 2R   |
| US Open         | 1R   | 3R   |

### Historia występów w juniorskim Wielkim Szlemie w deblu
| Turniej         | 2013 | 2014 |
| --------------- | ---- | ---- |
| Australian Open | A    | 1R   |
| French Open     | QF   | 2R   |
| Wimbledon       | 1R   | W    |
| US Open         | 2R   | QF   |

### Medale igrzysk olimpijskich młodzieży

#### Gra podwójna
| Końcowy wynik | Rok  | Turniej | Nawierzchnia | Partner     | Przeciwnicy                    | Wynik finału   |
| Złoty medal   | 2014 | Nankin  | Twarda       | Orlando Luz | Karen Chaczanow Andriej Rublow | 7:5, 3:6, 10–3 |

### Finały juniorskich turniejów wielkoszlemowych

#### Gra podwójna (1–0)
| Legenda               |
| Australian Open (0–0) |
| French Open (0–0)     |
| Wimbledon (1–0)       |
| US Open (0–0)         |

| Wygrane według nawierzchni |
| Twarda (0–0)               |
| Ceglana (0–0)              |
| Trawiasta (1–0)            |
| Dywanowa (0–0)             |

| Końcowy wynik | Rok  | Turniej   | Nawierzchnia | Partner     | Przeciwnicy                  | Wynik finału  |
| Zwycięzca     | 2014 | Wimbledon | Trawiasta    | Orlando Luz | Andriej Rublow Stefan Kozlov | 6:4, 3:6, 8:6 |